# Usermin
Usermin — веб-интерфейс для unix-подобных систем. Представляет собой упрощенную версию webmin, которая предназначена для использования обычными пользователями (не root) в системе Unix. Данная панель управления бесплатна на условиях лицензии BSD. Она состоит из CGI-программ, Perl-скриптов, которые редактируют конфигурационные файлы. Она написана на Perl 5 и использует модуль Authen::PAM Perl. По умолчанию работает на 20000 порту.
Usermin имеет простой интерфейс и упрощает задачи:
- Чтения почты
- Настройки SSH.
- Настройки пересылки почты